# Інститут фізичної оптики
Інститу́т фізи́чної о́птики імені О. Г. Влоха (Vlokh Institute of Physical Optics) — заснований відповідно до Розпорядження Кабінету Міністрів України від 7 липня і відповідного наказу Міністерства Освіти України від 18 вересня 1992 р.
З 2024 року є частиною Львівського національного університету ім. Франка.

## Історія
Інститут створено на основі школи з параметричної оптики, яка є унікальною за своїм спрямуванням та рівнем досліджень. Ця наукова школа з міжнародним визнанням формувалась починаючи з перших робіт з електрооптики, які були піонерськими в колишньому СРСР. Засновником школи був вчений, професор Орест Влох. Його перші дослідження були ним же ініційовані та виконані у Інституті кристалографії АН СРСР. Надалі ці дослідження продовдились на фізичному факультеті Львівського державного університету імені Івана Франка, у якому професор Орест Влох після відкриття ним явища електрогірації створив кафедру нелінійної оптики.
Для розширення цих досліджень і у зв'язку з їхньою важливістю для оборони країни на кафедрі було розпочато підготовку студентів за спеціальністю «оптичні і оптоелектронні системи» та організовано спеціальне конструкторське бюро «Модулятор». Тривалість навчання студентів даної спеціальності становила 5,5 років, причому останній рік відводився для проведення дослідницької роботи у лабораторіях кафедри.
Випускниками кафедри стали тепер вже відомі вчені, доктори та кандидати наук, які працюють, як в Україні так і закордоном і очолюють кафедри та факультети. В загальному, за період існування школи було підготовлено понад 50 кандидатів та 18 докторів наук, причому більшість з них — у період останніх 17-ти років, а саме у період функціонування Інституту фізичної оптики МОН України.
На початку 2024 року Кабінет міністрів України вирішив реорганізувати інститут, внаслідок чого його приєднали до Львівського національного університету ім. Франка.

## Дослідження
Напрямки наукових досліджень, які існували в Інституті на момент його заснування були:
- параметрична кристалооптика і оптика фазових переходів;
- градієнтні оптичні ефекти і оптика неспіврозмірних структур;
- методи оптичних вимірювань;
- оптичні принципи запису і передачі інформації.

За час існування інституту його напрямки досліджень поширились на:
- біооптику, оптичну томографію;
- оптику циркулярно поляризованих хвиль;
- оптику та акустику при фазових переходах та гідростатичному тиску;
- оптику рідких кристалів;
- оптичну спектроскопію (комбінаційне розсіяння світла, оптичне поглинання, люмінесценція та ін.);
- технологію вирощування монокристалів (включаючи біокристали);
- магнітооптику; нелінійну і параметричну оптику.

До найцікавіших результатів, отриманих у інституті, слід віднести:
- теоретичний опис і виявлення градієнтних оптичних ефектів параметричної оптики;
- комплексне вивчення кристалів при фазових переходах, зокрема з неспівмірними фазами;
- виявлення і вивчення нових оптичних ефектів у циркулярно-поляризованому світлі;
- виявлення і дослідження ефектів параметричної оптики вищих порядків;
- виявлення «забороненої» доменної структури у сегнетоеластиках та спеціальних точок на фазових діаграма у кристалах фероїків;
- спектральні дослідження біологічних рідин при патологіях;
- синтез та вирощування нових кристалів та ін.

Результати наукових досліджень інституту представлені у більш ніж 700 наукових статтях, тезах конференцій, монографіях та патентах.
Інститутом був заснований науковий журнал «Ukrainian Journal of Physical Optics»  [Архівовано 17 квітня 2008 у Wayback Machine.], який видається до даного часу.
Від моменту заснування у інституті було підготовлено більше 20 кандидатів та 9 докторів фіз.-мат. наук за спеціальністю «Оптика, лазерна фізика». Багато з них підвищили своєю наукову кваліфікацію у провідних лабораторіях світу та у таких університетах, як університет Васеда, Віденський університет, Паризький університет, та ін.